# Vicia longicuspis
Vicia longicuspis är en ärtväxtart som beskrevs av Z.D.Xia. Vicia longicuspis ingår i släktet vickrar, och familjen ärtväxter. Inga underarter finns listade i Catalogue of Life.